# المجلس القومي لمعايير المهارات
لقد كانالمجلس القومي لمعايير المهارات عبارة عن تحالف لقادة المجتمع المحلي والعمل التجاري والمهني والتعليمي والحقوق الأهلية. حيث كلف ببناء نظام تطوعي قومي لمعايير المهارات والتقييم والاعتماد لتحسين
قدرة القوى العاملة بالولايات المتحدة على المنافسة بفعالية في الاقتصاد العالمي.

## التاريخ
أجرى المجلس القومي لمعايير المهارات بحثًا حول وضع متطلبات المهارة وتقييمات المهارة وعمليات الاعتماد. كما طور بروتوكولات البحث للتصديق على مهارات صناعة ما بالكامل، وتطوير معايير الجودة لجميع عناصر هذا النظام، وتطوير التصميمات لتطبيق إستراتيجية التحسين المستمر.
وفي عام 2001، طرح مجلس معايير مهارات التصنيع (MSSC) «مخطط لتميز القوى العاملة» وهو أول معايير المهارات للدولة وتم تطويرها بصيغة ولغة شائعة لجميع قطاعات التصنيع. كما تمثل معايير المهارات أفضل ممارسات للعمل عالي الأداء وحددت المهارات والمعرفة المطلوبة لضمان قوى عاملة ماهرة للصناعات المتنقلة.
كما تتضمن هذه المعايير التصديق القومي على مهام وظائف معينة في مواقع عمل أفضل الممارسات، ويتم ذلك عندما تكتمل الوظيفة بنجاح. كما حددت مستوى المعرفة والمهارات الفنية المطلوبة للوظيفة. وهناك ثلاثة مستويات متميزة لمعايير المهارة: الجوهر والتركيز والتخصص.
وفي عام 2003، أصبح الكيان الفيدرالي لمجلس معايير المهارات القومي معهد المجلس القومي لمعايير المهارات وقد كان هذا أساس العضوية لاستمرار البحث والتطوير المتعلقين بتطوير واستخدام متطلبات مهارات الصناعة وتقييم مهارات التعلم والاختيار والاعتماد.

## تصنيف القوى العاملة
صنف المجلس القومي لمعايير المهارات جميع القوى العاملة بالولايات المتحدة إلى 15 قطاعًا صناعيًا. وتتضمن هذه القطاعات:
- الزراعة والحراجة (علم الغابات) والصيد
- الأعمال والخدمات الإدارية
- التشييد
- التعليم والتدريب
- المالية والتأمين
- الخدمات الصحية والإنسانية
- التصنيع والتركيب والإصلاح
- التعدين
- الإدارة العامة والخدمات القانونية والوقائية
- المطاعم والإسكان والضيافة والسياحة والمتعة والاستجمام
- تجارة التجزئة وتجارة الجملة والعقارات والخدمات الشخصية
- الخدمات العلمية والفنية
- الاتصالات والحاسب الآلي والفنون والتسلية والمعلومات
- وسائل المواصلات
- المرافق وإدارة البيئة والنفايات.

## قانون معايير المهارات القومية لعام 1994
أسس قانون معايير المهارات القومية لعام 1994 «مجلسًا قوميًا لمعايير المهارات ليكون دافعًا لتحفيز تطوير وتبني النظام القومي التطوعي لمعايير المهارة والتقييم وشهادة تحصيل معايير المهارة:»
(1)التي تعمل كحجر أساس للإستراتيجية القومية لتحسين مهارات القوى العاملة،
(2)التي ينتج عنها إنتاج متزايد ونمو اقتصادي ومنافسة أمريكية اقتصادية؛ و
(3)التي يمكن استخدامها، وتكون متوافقة مع قوانين الحقوق المدنية--
(أ) بالنسبة للأمة، لضمان تطوير المهارات والجودة العالية والأداء الراقي للقوى العاملة، بما في ذلك أكثر جبهة ماهرة للقوى العاملة في العالم؛
(ب) بالنسبة للصناعات، كوسيلة لإبلاغ المدربين والموظفين المستقبليين بالمهارات اللازمة للعمالة؛
(ج) بالنسبة لأصحاب العمل، للمساعدة في تقييم مستويات المهارة للموظفين المستقبليين والمساعدة في تدريب الموظفين الحاليين،
(د) بالنسبة لمنظمات العمل، لتحسين أمن العمالة للعمال عن طريق توفير المؤهلات المعتمدة والمهارات،
(هـ) بالنسبة للعمال، لـ
(1) الحصول على شهادات بمهاراتهم لتجنّب الفصل،
(2) متابعة تقدم العمل؛ و
(3) تحسين قدراتهم لإعادة التحاقهم بالقوى العاملة؛
(و) بالنسبة للطلاب والعمال في مستوى الالتحاق، لتحديد مستويات المهارة والكفاءات المطلوب الحصول عليها للمنافسة بفعالية على الوظائف ذات الأجور العالية؛
(ز) بالنسبة للمدربين والمدرسين، لتحديد خدمات التدريب المناسبة لعرضها؛
(ح) بالنسبة للحكومة، لتقييم ما إذا كان التدريب الممول علنًا يساعد المشاركين على تلقي معايير المهارات حيث تتواجد هذه المعايير التي تحمي نزاهة النفقات العامة،
(ط) لتسهيل الوصول إلى منظمات العمل ذات الأداء العالي؛
(ي) لزيادة نسبة فرص العمل بالنسبة للقلة والنساء، بما في ذلك إزالة حواجز التحاق المرأة بالعمالة غير التقليدية؛ و
(ك) تسهيل التواصل بين الأعضاء الآخرين للإستراتيجية القومية لتحسين مهارات القوى العاملة بما في ذلك الانتقال من مرحلة المدرسة إلى العمل والتعليم الثانوي وما بعد الثانوي الفني والمهني، وبرامج التدريب على الوظائف.
كما تم طرح 15.000.000 دولار للسنة المالية 1994 لهذا القانون.